# لحظه ناب
لحظه ناب، نام آلبومی است با آهنگ سازی مجید درخشانی و صدای حسین رضا اسدی، در دستگاه‌های همایون و ماهور است که در سال ۱۳۹۱ به صورت دسته‌جمعی توسط اعضاء گروه خورشید در استودیو آفتاب عالمتاب و استودیو بل اجرا و پس از آن به صورت آلبوم منتشر گردید.

## شرح

### هنرمندان
- تار: مجید درخشانی
- آواز: حسین رضا اسدی
- کمانچه: بهزاد حسن‌زاده
- نی: شاهو عندلیبی
- سنتور: جمشید صفر زاده
- عود: حمید خوانساری
- تار: رادمان توکلی
- دف: زهرا رنج پور
- دف: سارا مهر افشا
- تار: سپهر لاجوردی
- رباب: سحر کمالوند
- دف: شاهو عندلیبی
- بم تار: شاهین صفایی
- دف: شهریار نظری
- قیچک آلتو: شیما شاه محمدی
- تار: صبا طبخی
- کمانچه: علی رضا دریایی
- سنتور: علی رضا گرانفر
- تمبک: کامران یعقوبی
- دایره: محمد عنایتی
- کمانچه: مهرداد ناصحی
- قیچک: مهرداد ناصحی
- قیچک باس: مهدی بصیرت منش

### تک نوازان
هنرمندان زیر در این اثر به تک نوازی پرداخته‌اند:
- تار: مجید درخشانی
- نی: شاهو عندلیبی
- کمانچه: مهرداد ناصحی
- قیچک آلتو: مهرداد ناصحی
- سنتور: جمشید صفر زاده
- کمانچه: علی رضا درایی
- کمانچه: بهزاد حسن‌زاده

## فهرست آهنگ‌ها

### همایون
- تصنیف سرود باران (آمدی از کوهساران با نفسهای بهاران) شعر: صابر امامی
- ساز و آواز همایون (بیا ره توشه بردارم قدم در راه بگذاریم) شعر: اخوان ثالث
- قطعه همایون و آواز بیداد
- تصنیف زندگی (زندگی خورشید بر بام من است) شعر: لایق شیرعلی
- ساز و آواز بیات راجه (دیگر این پنجره بگشای) شعر: هوشنگ ابتهاج
- چهارمضراب شوشتری و ادامه آواز
- دو نوازی کمانچه
- ساز و آواز بختیاری (سر کوه بلند آمد عقابی) و قطعه پایان شعر: اخوان ثالث

### ماهور
- هم نوازی درآمد ماهور به همراه آواز (دوستت دارم را من دلاویزترین شعر جهان یافته‌ام) شعر: فریدون مشیری
- قطعه کرشمه
- تک نوازی سنتور
- قطعه داد
- ساز و آواز دلکش (آسمان را بارها با ابرهایی تیره‌تر از این دیده‌ام) شعر: شفیعی کدکنی
- تصنیف سپهر کبود (بیایید تا جمله مستان شویم) شعر: رضی الدین آرتیمانی
- تک نوازی نی
- ساز و آواز خیامی (از دی که گذشت هیچ از او یاد مکن) شعر: خیام
- قطعه خسروانی
- ساز و آواز نیریز (شب بود و نسیم بود و باغ و مهتاب) شعر: شفیعی کدکنی
- تصنیف عشق تو (عشق تو می‌کشاندم شهر به شهر کو به کو) شعر: رفعت سمنانی